# Lasiochlora maculosa
Lasiochlora maculosa là một loài bướm đêm trong họ Geometridae.